# Bekond
Bekond település Németországban, Rajna-vidék-Pfalz tartományban. Lakosainak száma 954 fő (2023. december 31.).

## Népesség
A település népességének változása:
| Lakosok száma | 648  | 957  | 956  | 987  | 978  | 954  |
|               | 1975 | 2017 | 2019 | 2021 | 2022 | 2023 |